# Ernst Gottlieb von Börstel
Ernst Gottlieb von Börstel (* 30. April 1630 in Lebus; † 30. April 1687 in Berlin) war ein kurbrandenburger Kriegsrat und Kammerherr. Ferner wurde er Generalmajor und Kommandant eines Infanterie-Regiments, Gouverneur von Magdeburg zudem Amtshauptmann von Wolmirstedt und Wansleben, Ritter des Johanniter-Ordens und Komtur zu Werben, Ritter des Schwarzen Adlerordens und Erbherr von Hohenfinow und Tornow. Er war Mitglied der Fruchtbringenden Gesellschaft unter dem Namen: der Anreizende.
Sein Vater war Ludwig vor Börstel ein kurbrandenburger Rath und Amtshauptmann von Lebus und Fürstenwalde, seine Mutter war Anna Magdalena von Einsiedel aus dem Haus Saalis und Rochwitz.

## Leben
Seine Erziehung übernahm zunächst sein Onkel Hans Ernst von Börstel, ein Rat des Fürsten von Anhalt und Hauptmann von Harzgerode. Mit acht Jahren wurde er Page bei dem Fürsten Christian von Anhalt-Bernburg. Er ging mit dem Fürsten auf Reisen und erhielt eine militärische Ausbildung. Danach reiste er selbst durch Holland und Frankreich. Nach seiner Rückkehr wurde er Kammerjunker bei der Kurfürstin Elisabeth Charlotte von Brandenburg (Mutter von Friedrich Wilhelm I.).
Da er aber auch militärische Interessen hatte, machte der Kurfürst ihn zum Hauptmann der Leibgarde zu Fuß. Mit ihr kämpfte er bei der Belagerung von Stettin, wo er verwundet wurde. 1662 legte er das Amt des Kammerjunkers nieder und erhielt am 20. September 1662 das Amt des Oberschencks. Einige Jahre später wurde er Kammerherr und Oberstleutnants der Garde zu Fuß. Ferner wurde er 1662 in den Johanniterorden aufgenommen und designierter Komtur von Werben und Nemerow. 1675 wurde er Komtur von Werben, eine Pfründe, die er bis zu seinem Tod 1687 innehatte.
Am 4. Februar 1675 ernannte man ihn zum Schloßhauptmann in Cölln (Berlin), wo ihm auch der Ausbau des Schlosses übertragen wurde. Als der Kurfürst mit seiner Armee an den Rhein zog, war er Kommandant der verbliebenen Leibgarde in Berlin; des Weiteren der Residenz und des Festung Berlin unter dem Fürsten Johann Georg von Anhalt.
Als für die Kurfürstin ein eigenes Leibregiment errichtet wurde, erhielt er dort das Kommando. Mit dem Regiment kämpfte er in Pommern gegen die Schweden u. a. in den Schlachten von Greifenhagen, Pasewalk, Garz und Stettin.
Am 27. November 1676 wurde er Obrist des Leibregiments. Mit diesem Rang war er bei der Belagerung von Stettin dabei. Nach der erfolgten Eroberung wurde er am 2. November 1678 in Wrangelsburg zum Gouverneur von Stettin ernannt, dafür musste er den Posten des Schloßhauptmannes in Berlin abgeben. Nach der Rückgabe der Stadt an die Schweden verlor er den Posten wieder. So wurde er am 15. Januar 1680 zunächst mit Generalleutnant von Götzke als Kommandanten der Truppen nach Preußen geschickt. Er wurde aber bald zurückgerufen. Der Kurfürst ernannte ihn zum Kriegsrat und am 4. März 1681 zum Vizegouverneur von Magdeburg. Am 3. August 1682 erhielt er die Stelle des Amtshauptmannes der Ämter von Wolmirstedt und Wansleben. Schon am 14. September 1682 rückte als Gouverneur von Magdeburg nach. Im Jahr 1683 erwarb er das Haus Zum goldenen Helm in Magdeburg, das er zuvor bereits gemietet hatte. Am 6. März 1684 wurde er zum Generalmajor ernannt.
1685 empfing er auf dem öffentlichen Reichstag in Warschau das Ius indigenatus für Polen und Brandenburg für sich und seine Nachkommen. Er starb am 30. April 1687 in Berlin und wurde in der Kirche seines Gutes Hohenfinow begraben.

## Familie
Er war seit 1663 mit Konstantine Louise von Pröen verheiratet. Das Paar hatte fünf Söhne und eine Tochter, darunter:
- Karl Ludwig, preußischer Hof und Legationsrat
- Wilhelm Friedrich, Hofmeister in Anhalt-Bernburg
- Otto Gerhard